# Estádio Doutor Hercílio Luz
O Estádio Doutor Hercílio Luz, também conhecido como Gigantão das Avenidas, é um estádio de futebol localizado na cidade de Itajaí, estado de Santa Catarina, Brasil. 
É a casa do Clube Náutico Marcílio Dias e foi inaugurado em 2 de outubro de 1921. O nome rende homenagem ao então governador catarinense Hercílio Pedro da Luz, que sancionou a Lei 1.352/21, cedendo a área ao clube enquanto o Marcílio Dias existir. 
É o mais antigo estádio de futebol em uso no futebol profissional de Santa Catarina.

## História

### Inauguração
De acordo com o livro "História do Clube Náutico Marcílio Dias - O Livro do Centenário", o terreno onde se localiza o estádio, situado na atual Rua Gil Stein Ferreira, já era ocupado pelo Marcílio Dias desde 1919, sendo necessários pesados investimentos por parte do clube para transformar o local numa praça esportiva, uma vez que se tratava de terreno alagadiço. Durante o dia 2 de outubro de 1921, uma série de atividades marcaram a inauguração não só do campo de futebol, mas também de uma quadra de basquete e pista de atletismo. A quadra de tênis já havia sido inaugurada em maio daquele ano. A festa começou pela manhã com o plantio de 23 árvores de cedro. Após belo discurso, Vítor Konder (futuro Ministro da Viação) declarou inaugurada a praça de desportos.
No início da tarde, o público acompanhou com curiosidade a primeira partida de xadrez com figuras vivas realizada no Brasil. Outra novidade foram as provas de atletismo. Pela primeira vez os itajaienses viram competições de lançamento de peso, salto em altura, corrida de barreiras, salto em distância, lançamento de disco, salto em altura com vara, corrida rasa de 400 metros, lançamento de dardo e corrida rasa de 100 metros. O evento de inauguração da praça esportiva ficou conhecido como Festa da Primavera.

### Ampliações
O estádio foi sendo remodelado ao longo do tempo e entre as décadas de 1960 e 1970 chegou a ser considerado como um dos melhores estádios de Santa Catarina. 
Os alambrados começaram a ser construídos no dia 12 de novembro de 1959. Na ocasião estiveram presentes no ato da colocação do primeiro poste cerca de 200 pessoas, que comemoraram com fogos de artifício. 
A arquibancada coberta foi concluída por volta de 1961. Na década de 1970 percebeu-se a necessidade de ampliar a capacidade do estádio, motivando a construção da arquibancada descoberta, o popular "esquenta galho", que foi erguido entre 1979 e 1981. 
Finalmente, em 1990 foi construído o lance de arquibancada localizado atrás de um dos gols, conhecido como "Curva", dando ao estádio o aspecto que conserva até os dias atuais.

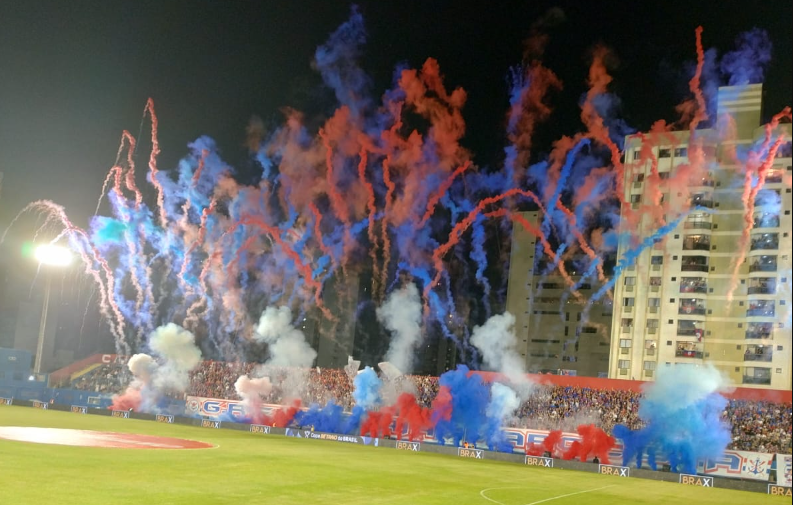
Gigantão das Avenidas no jogo entre Marcílio Dias e Vasco pela Copa do Brasil 2024

### Iluminação
O primeiro jogo noturno no estádio ocorreu em 17 de junho de 1964, quando foi inaugurado o sistema de iluminação, com refletores dispostos em quatro torres. O jogo foi um amistoso vencido pelo Marcílio Dias contra o Coritiba, por 1 a 0, gol do atacante Aquiles.

## Momento atual
Em 2019 e 2020, o estádio passou por uma série de melhorias, como troca de gramado, reforço na iluminação, novos bancos de reserva, nova academia e novo departamento médico e de fisiologia, reforma dos vestiários e implantação de sistema de drenagem, instalação de placar eletrônico, entre outras obras de modernização.  

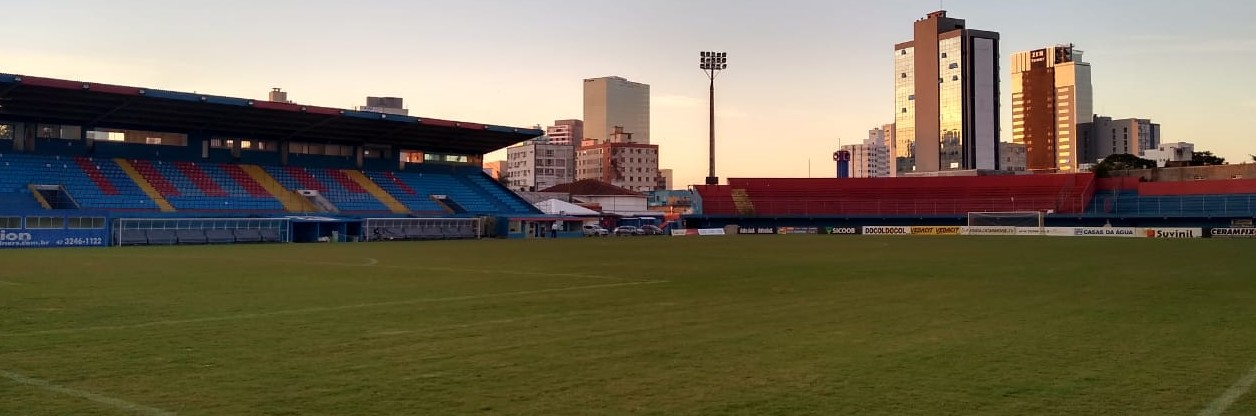
Estádio Dr. Hercílio Luz, localizado na cidade de Itajaí, Santa Catarina

## Sala de Troféus

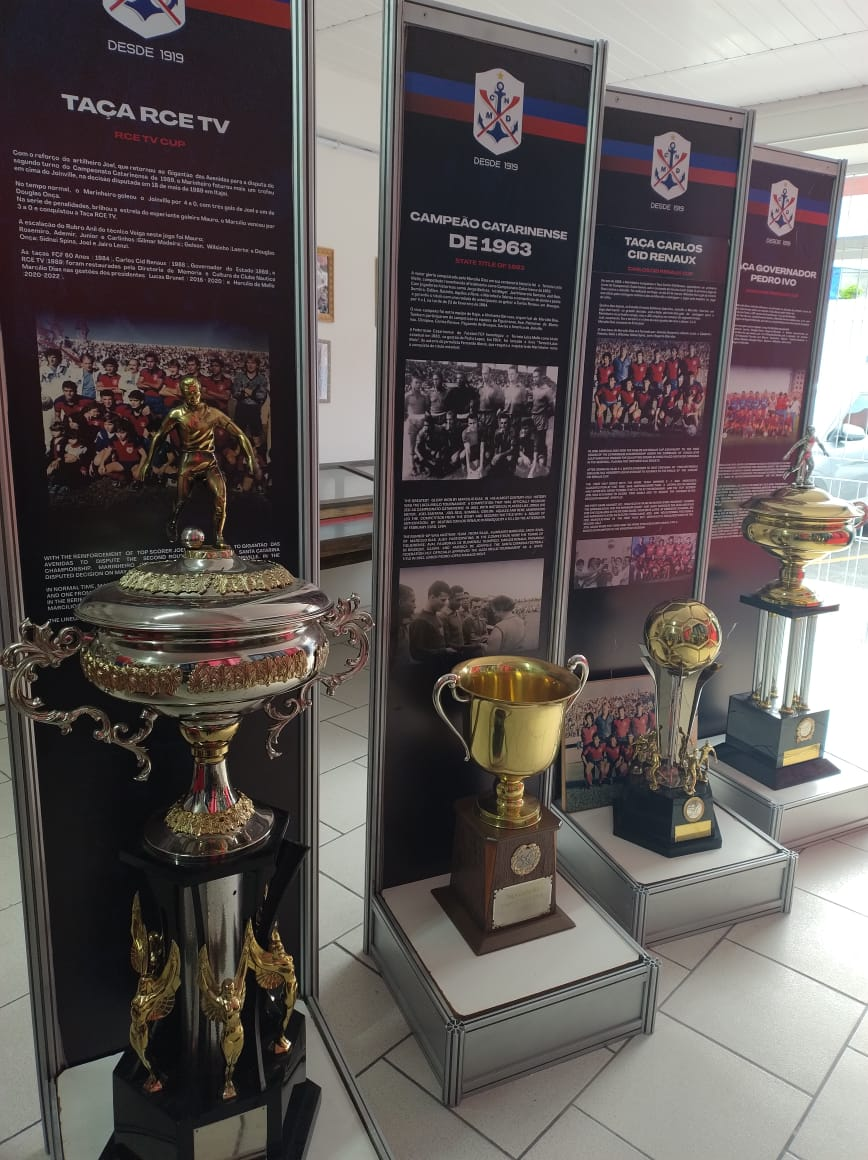
Sala de Troféus do Clube Náutico Marcílio Dias

No dia 28 de setembro de 2023, foi reinaugurada a Sala de Troféus Gabriel Collares, nas dependências do Estádio Doutor Hercílio Luz, após passar por processo de revitalização. Além de armazenar cerca de uma centena de troféus conquistados pelo clube ao longo de mais de 100 anos em diversas modalidades desportivas, como remo, tênis, futebol, atletismo e handebol, o espaço também expõe materiais como fotos, medalhas, faixas, camisas, diplomas, bola, jornais, revistas e documentos históricos. O evento de reinauguração contou com a presença ilustre do ex-treinador Levir Culpi, técnico do Marcílio Dias em 1987 e 1988.